# Now I Got Worry
Az 1996-os Now I Got Worry a Jon Spencer Blues Explosion nagylemeze. Az album Spencer sikításával kezdődik. A Fuck Shit Up egy Dub Narcotic-feldolgozás. A borítón látható férfi Jon Spencer. A Wail az együttes kisebb slágere lett, videóklipjét "Weird Al" Yankovic rendezte.
A Billboard 200-on a 121. helyig jutott, a magazin Heatseekers listáján a 4. helyet is elérte. Szerepel az 1001 lemez, amit hallanod kell, mielőtt meghalsz című könyvben.

## Az album dalai
|     | Cím            | Szerző(k)                   | Hossz |
| --- | -------------- | --------------------------- | ----- |
| 1.  | Skunk          | Jon Spencer Blues Explosion | 2:39  |
| 2.  | Identify       | Jon Spencer Blues Explosion | 1:08  |
| 3.  | Wail           | Jon Spencer Blues Explosion | 3:09  |
| 4.  | Fuck Shit Up   | Dub Narcotic                | 3:08  |
| 5.  | 2Kindsa Love   | Jon Spencer Blues Explosion | 3:02  |
| 6.  | Love All of Me | Jon Spencer Blues Explosion | 1:58  |
| 7.  | Chicken Dog    | Jon Spencer Blues Explosion | 3:01  |
| 8.  | Rocketship     | Jon Spencer Blues Explosion | 3:14  |
| 9.  | Dynamite Lover | Jon Spencer Blues Explosion | 2:58  |
| 10. | Hot Shot       | Jon Spencer Blues Explosion | 2:09  |
| 11. | Can't Stop     | Jon Spencer Blues Explosion | 2:53  |
| 12. | Firefly Child  | Jon Spencer Blues Explosion | 3:24  |
| 13. | Eyeballin      | Jon Spencer Blues Explosion | 3:17  |
| 14. | R.L. Got Soul  | Jon Spencer Blues Explosion | 4:05  |
| 15. | Get Over Here  | Jon Spencer Blues Explosion | 2:09  |
| 16. | Sticky         | Jon Spencer Blues Explosion | 2:54  |

## Közreműködők

### Jon Spencer Blues Explosion
- Jon Spencer – gitár, producer, ének
- Judah Bauer – gitár, ének
- Russell Simins – dob

### Produkció
- Saylor Breckenridge – hangmérnök
- Mario Caldato, Jr. – hangmérnök
- Darren Clark – fényképek
- Danny Clinch – borítókép, fényképek
- Doug Easley – hangmérnök
- Jeanne Greco – betűtípus, logó designja
- Roger Lian – mastering
- Davis McCain – hangmérnök
- Jim Waters – hangmérnök, producer
- Howie Weinberg – mastering

### Fordítás
Ez a szócikk részben vagy egészben a Now I Got Worry című angol Wikipédia-szócikk ezen változatának fordításán alapul.  Az eredeti cikk szerkesztőit annak laptörténete sorolja fel. Ez a jelzés csupán a megfogalmazás eredetét és a szerzői jogokat jelzi, nem szolgál a cikkben szereplő információk forrásmegjelöléseként.